# 中波赫扬马区
中波赫扬马区（芬蘭語：Keski-Pohjanmaa）是芬兰的十九个行政区之一。该区面积为5,220平方公里，2023年12月人口67,742人。首府科科拉。

## 市镇
中波赫扬马区分为8个市镇，其中2个使用“城市”称呼（粗体字）：
- 哈尔苏阿
- 坎努斯
- 考斯蒂宁
- 科科拉
- 莱斯蒂耶尔维
- 佩尔霍
- 托霍兰皮
- 韦泰利